# Круковський Михайло Антонович
Михайло Антонович Круковський (1856 або 1865, Режица, Вітебська губернія — 1936, Ташкент, Узбецька РСР) — російський письменник, перекладач, фотограф, географ і етнограф.
Автор белетристичних і науково-популярних нарисів і альбомів з етнографії народів Російської імперії. Випустив низку фундаментальних географічних видань, які часто ілюстрував власноруч зробленими фотографіями. Подорожував по Російській імперії в кінці XIX — на початку XX століття і вивчав життя простих робітників і селян. Деякий час жив і працював у Санкт-Петербурзі, видавав щомісячний дитячий журнал під назвою «Товариш». Був першим директором Каменського міського краєзнавчого музею.
Більша частина робіт Круковського зберігається в Музеї антропології та етнографії імені Петра Великого (Кунсткамера) в Санкт-Петербурзі. 52 цифрових зображення з його фотоколекції були передані співробітниками Кунсткамери до музею Салавата Юлаєва.
М. А. Круковський мав літературний псевдонім «Дерев'янщиков М.».

## Життєпис

### Ранні роки
Михайло Антонович Круковський народився в місті Режица Вітебської губернії (тепер Резекне, Латвія) в сім'ї дрібного службовця. За словами його дочки Софії, Михайло рано пішов з дому, став жити самостійною працею. На початку 1890-х років, працював писарем у волосному управлінні Псковської губернії. Там Круковський зустрівся з вчителькою Софією Карлівною Буре, яка, закінчивши два вищі навчальні заклади, поїхала до провінції, щоб «віддати свої знання народу». На кілька років вона стала його вірною супутницею і соратницею.

### Життя в Санкт-Петербурзі

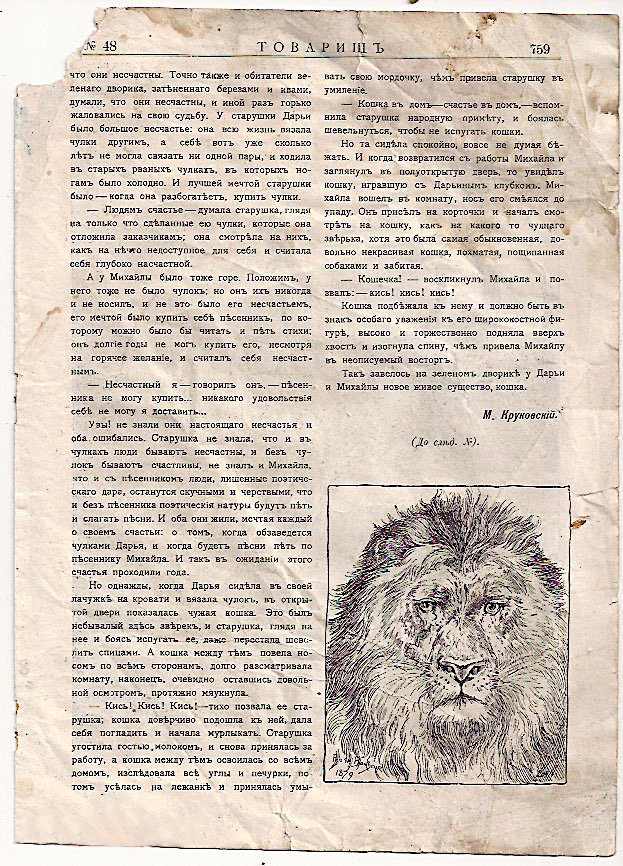
Журнал «Товариш», № 48, с. 759

Після заручин Михайло і Софія переїхали в 1899 році до Санкт-Петербургу, тут літературні здібності Круковського визначили подальший життєвий шлях родини. У той час Михайло Антонович і Софія Карлівна жили на Василівському острові (15 лінія, будинок 38).
Після того, як молоде подружжя зайняли необхідні кошти, вони почали видавати щомісячний ілюстрований журнал для школярів «Товариш» (перший випуск журналу вийшов 1 (13) грудня 1899 року). Редактором-видавцем журналу була зазначена Софія Карлівна, яка, будучи за освітою географом, складала для журналу різні нариси. Сам Круковський, як основний літературний працівник, писав дитячі повісті та оповідання. Опанувавши фотографічне мистецтво та організувавши кустарну цинкографічну майстерню, він своїми руками виготовляв кліше і тим самим забезпечував ілюстративний бік видання, обіймаючи також посаду завідувача художнього відділу журналу.
У 1903 році було вирішено видавати додаток до цього журналу — альбом «Мир в картинках», який повинен був виходити раз на місяць. Перші 12 альбомів називалися «Россия в картинах». За цю серію взявся Михайло Круковський. Обкладинка альбомів була оформлена Іваном Білібіним. У перший випуск увійшли види Санкт-Петербурга і Прибалтійського краю, у другій — Фінляндія і Північний край, в третій — Центральні губернії (Великоросія), четвертій — Білорусь, Литва, Польща, п'ятій — Урал і Поволжя, шостій — Малоросія, Бессарабія, Крим, сьомій — Кавказ, восьмій — Середня Азія і дев'ятій-дванадцятій — Сибір. Всі малюнки, поміщені у випусках альбому «Россия в картинах», були пристосовані для читань з чарівним ліхтарем, тому виготовлялися фотографічним способом на коллодіонно-желатинових пластинах високої прозорості, небитких і легких за вагою. Останнє робило їх зручними для пересилання поштою. Михайлом Круковським було складено тільки вісім випусків альбому. У 1904 році журнал був закритий цензурою.
Незабаром Михайло Круковський розійшовся з Софією Карлівною. У 1905 році він разом з другою дружиною Ольгою Карлівною Лузіною жив у Санкт-Петербурзі на Архієрейській вулиці, будинок 2а, квартира 2. Через деякий час Круковський поїхав з Лузіною зі столиці.

### Сільське життя
Все своє дореволюційне життя Михайло Круковський був людиною «вільної професії» і лише в 1905—1906 роках працював переселенським агентом в Семипалатинській області. Характер його життя визначався професією його дружини — вона була земським лікарем. З 1907 по 1916 рік сім'я жила в селі Хотимль Ковровського повіту Володимирської губернії, з 1916 по 1918 рік — у селі Усе-Степанівці Бірського повіту Уфимської губернії. У ці роки Круковський займався городництвом і фотографічною роботою і написав більшу частину своїх книг, які видавалися Альфредом Деврієном, Маврикієм Волфом, Іваном Ситіним, Клавдієм Тихомировим та іншими видавцями того часу (особливо багато книг вийшло у видавництві К. І. Тихомирова).

### Музейна діяльність на Алтаї
У роки Громадянської війни Круковський разом з родиною переїхав до Сибіру на Алтай, де спочатку завідував Барнаульським краєзнавчим музеєм, а потім влаштувався в селі Камінь (зараз Камінь-на-Обі). Тут він був призначений завідувачем земським відділом народної освіти, а незабаром-завідувачем Першої бібліотеки.
У 1918 році (за іншими даними в 1917 році або в 1919 році), ховаючись від колчаківців, покинувші місто кілька вчителів з відділу народної освіти — Л. А. Алфьоров та А. І. Лапустін — натрапили біля села Аллак на ціле поховання кісток мамута, бізона, оленя. Знахідки були заховані і після відходу білогвардійців з міста передані Михайлу Круковському, де він в одній з кімнат розмістив вцілілі колекції музею. Через деякий час, до музею надійшли партизанські піки, виготовлені умільцями в сільських кузнях. Згідно з дослідженням Кунсткамери, «музею М. А. Круковський віддає всі свої сили і час;  помічниками він залучає вчителів і студентів».
Для того щоб поповнити колекції музею, Круковський задумав наукову експедицію, і навесні 1919 року з двома помічниками — учителем і студентом Томського університету — відправився за збором необхідного матеріалу. Вирішено було зібрати зразки флори і фауни повіту, а також предмети побуту та етнографії по 16 зразків (за кількістю волостей). Всі зібрані речі надійшли до Алтайського губернського музею, завідувачем якого було призначено Михайла Круковського. Також фотоматеріали з цієї експедиції через деякий час надійшли до Музею антропології та етнографії.
У 1920 році Кам'янський краєзнавчий музей набув офіційного статусу. У музеї були створені відділи: археологічний, нумізматичний, сільськогосподарський, в якому були зібрані колекції хлібів, трав, грунтів, шкідливих комах, опудала птахів і звірів, ботанічні колекції. Великий інтерес викликав етнографічний відділ. У 1921 році Круковський пішов з Алтайського губернського музею та переїхав в Камінь і знову став працювати в Камінському краєзнавчому музеї, отримавши призначення на восаду завідувача музеєм політвідділу при повітовому відділі народної освіти.

Михайло Круковський прагнув зробити музей науковою установою, яка, можливо, тривалий час буде «єдиною, вищою, установою» в Камені. Для того щоб представити в музеї побут корінних народів пониззя Обі, Круковський переконав керівництво відділу народної освіти в необхідності наукової експедиції зі збору експонатів. Він отримав згоду і склав кошторис для придбання експонатів для музею. Кошторис свідчить про те, що письменник добре уявляв матеріальну культуру корінних народів Півночі. Круковський планував придбати для музею остяцький чум, зимовий, з оленячих шкур; літній, берестяний; малицю, парку, киси (піми), чирі (панчохи), остяцький човен, шкуру оленя для опудала, ідол, прикраси, домашнє начиння, мисливські та промислові приналежності, силки, пастки та інше. Про цю експедицію згадує П. І. Юхневич:
|  | У 1923 році була організована поїздка до низов'я Обі до остяків і самоїдів співробітника музею Захарова. Результати виявилися добрими: привезений у достатній кількості етнографічний матеріал, виміняний у населення на тютюн, борошно та інше. Усього 805 предметів. |

Рясною, з точки зору отриманих результатів, була експедиція на Алтай, організована Михайлом Круковським в 1924 році. Вона була задумана давно, але до підготовки та реалізації планів мандрівник зміг приступити тільки в кінці 1923 року, коли робота з музею була вже відносно налагоджена. Експедиція працювала на Алтаї три місяці — з 20 червня по 1 вересня, обстеживши озеро Телецьке, річки Бухтарма та Іртиш. Експедиція «за вишукуванням предметів з природничих наук та етнографії» була результативною: було привезено «предметів з зоології — 300, з ботаніки — 1200, з етнографії — 325, малюнків та ескізів — 85». Однак сам Круковський в цій експедиції не брав участь. У музеї стали демонструватися знайдені предмети побуту і одяг, макети будівель, музичні інструменти, а також манекен камлання шамана і різні атрибути шаманського обряду: бубни, калатала, ідоли, костюми.
Музей був «улюбленим дітищем» Михайла Антоновича. Він мріяв розширити сільгоспвідділ, побудувати оранжерею, влаштувати звіринець. Але для здійснення цих планів поточного фінансування музею було недостатньо, тому завідувачу доводилося постійно звертатися до кооперативів з проханням про надання допомоги. Постійна відмова в грошах не давала можливості втілити проекти в реальність, до того ж не припинялися спроби відняти будівлю музею. Крым того у Круковського не склалися стосунки з завідувачем відділом народної освіти, в чиєму безпосередньому підпорядкуванні знаходилися музей і його завідувач.

Свою роботу Михайло Круковський оцінював наступним чином:
|  | Колекцію свою я строго систематизую, не ганяючись за кількістю, знімаю лише те, що знаходжу на місці необхідним для науки зі свого погляду. <...> щоб колекція моя в кожному музеї була представлена повністю, як закінчена, цілісна праця цього вченого... |

Захоплений науками, письменник погано вписувався в радянську дійсність. Бувши безпартійний і до того ж дворянином, він піддавався постійним нападкам. У 1920-х роках його звинуватили в «академізмі» та виключили з культпросвітсоюзу. У 1927 році Михайло Антонович тричі писав заяву про звільнення з посади завідувача Каменського краєзнавчого музею, але їх відхиляли. Однак у жовтні того ж року заяву про звільнення було задоволено.

### Останні роки
У 1933 році Михайло Круковський переїхав з родиною до Ташкенту, де в 1936 році помер.

## Твори

### «Олонецький край»

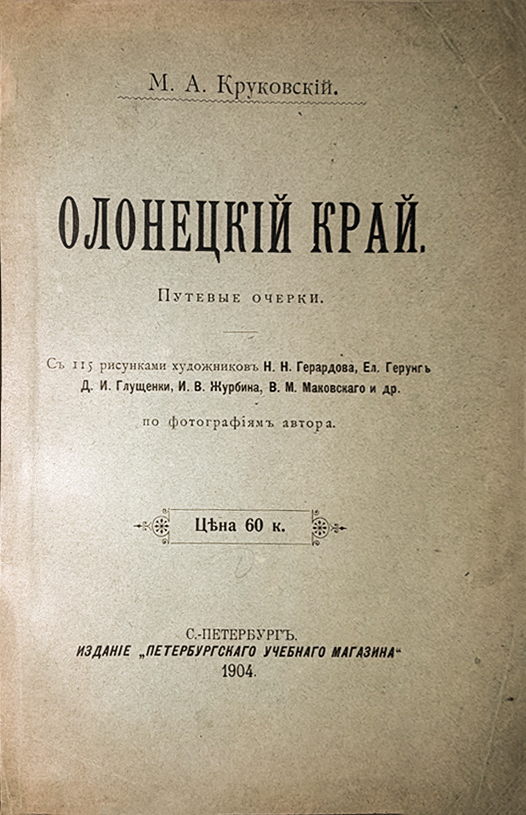
Обкладинка книги «Олонецкий край. Подорожні нариси»

Крім робіт загальногеографічного характеру, Михайлом Антоновичем написані дві монографічні праці, присвячені окремим околицям Росії. Зазвичай їм передували поїздки. Перша з них була здійснена в 1899 році в Олонецький край за пропозицією академії наук.
В одному з листів на історико-філологічне відділення Імператорської академії наук від 6 квітня 1899 року археолог Вільгельм Радлов просив заготовити свідоцтва (відкриті листи) для подорожі по Олонецкой губернії фотографа-любителя Михайла Антоновича Круковського, який виконував фотографічні роботи на замовлення музею і відправляється з травня по вересень в Олонецьку і Пермську губернії для складання альбомів видів і типів населення цих губерній. Етнографія губернії вже привертала увагу вчених: у 1860-х роках Павло Рибніков вивчав фольклор в тих краях.
За час своєї подорожі Круковський побував на території Петрозаводського, Олонецького, Повенецкого і Пудожского повіт. Він відвідав багато міст, селищ і сіл, часто зустрічався і розмовляв з селянами. Особливо цінні відомості письменника по районах з карельським населенням: Олонець, Видлиця, Тулмозеро і Кондопога. Автор дав опис жител, побуту, укладу, культури і традицій народностей, навів відомості про розвиток ремесел, полювання і рибальство, стан землеробства і промисловості.
Розповідь про свою подорож Круковський вів у жанрі живої пригодницької розповіді з сюжетами з побутового життя, з описом героїв і їх доль. Численні фотографії роблять нариси мандрівника «цікавим джерелом для етнографа та історика». Перша частина фотоколекції присвячена архітектурі карельських і російських сіл. Друга і третя дають уявлення про народи, що населяють села. Поїздка завершилася не тільки багатою фотографічною колекцією (283 відбитка) про росіян і карел Олонецької губернії (колл. № 1363) «Види і типи Олонецької губернії», що надійшла до фондів Музей антропології та етнографії, але також колекцією предметів російського і карельського побуту і написаною книгою:
- М. А. Круковский. Олонецкий край. Путевые очерки / И. Д. Сытин. — Петербург : Петербургский учебный магазин, 1904. — 260 с.

Саму Карелію в книзі Круковський описував наступним чином:
|  | Це край, в якому потужно ревуть водоспади, лютують бурхливі озера, в якому досі в селах стоять будинки і церкви химерної давньоруської архітектури, в річках живуть водяні та русалки, а в диких непрохідних лісах бродить і шукає собі видобуток похмурий, нелюдимий - ведмідь. |

«Олонецький край» був удостоєний високої оцінки в журналі «Землеведение» у 1906 році, що не могло не надихнути мандрівника на продовження поїздок.

Через 10 років в одному з листів в Кунсткамеру Михайло Круковський написав наступне:
|  | В Олонецькому краї, звідки я вивіз і представив Музею зібрану колекцію <…> знаходиться перловий кокошник олончанок, що коштує 125 рублів, перлинні сережки, срібні старовинні хрести, дуже дорога ікона та багато інших етнографічних предметів. |

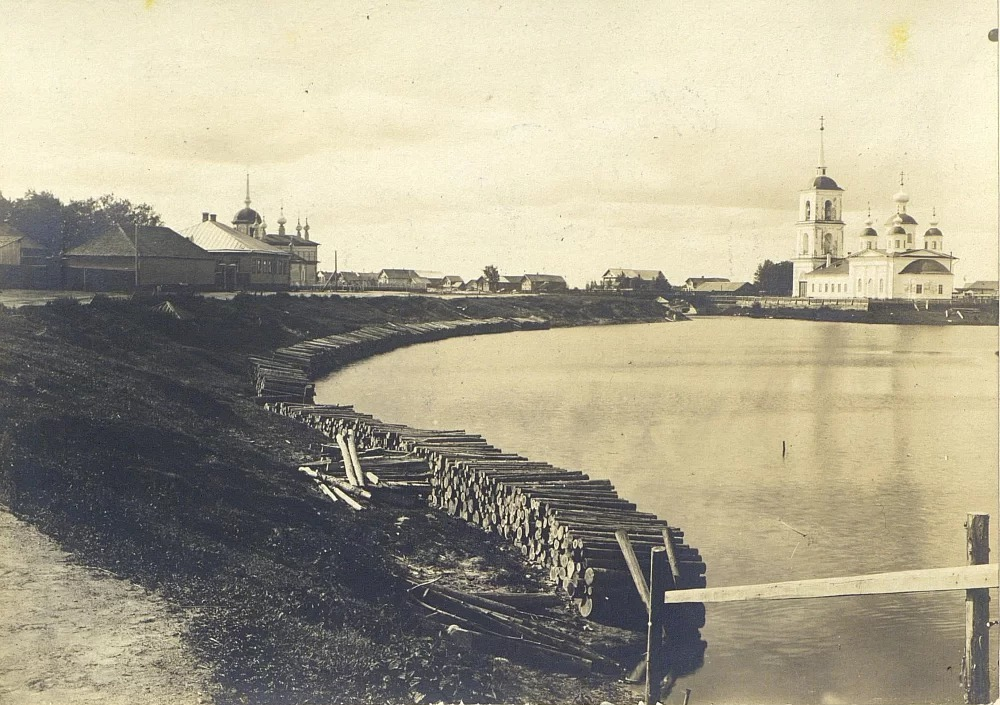
Вид на місто Олонець
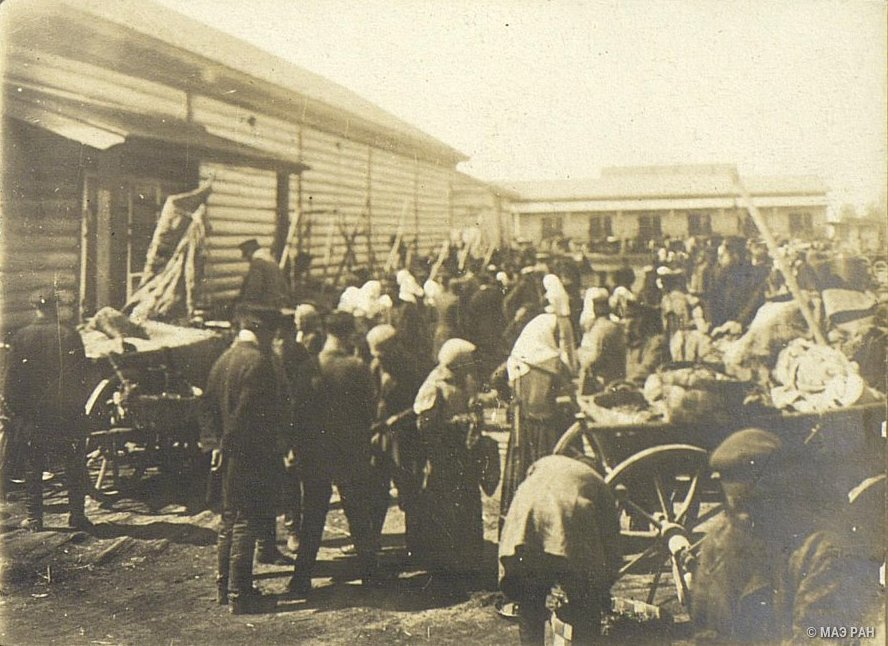
Базар в Олонці
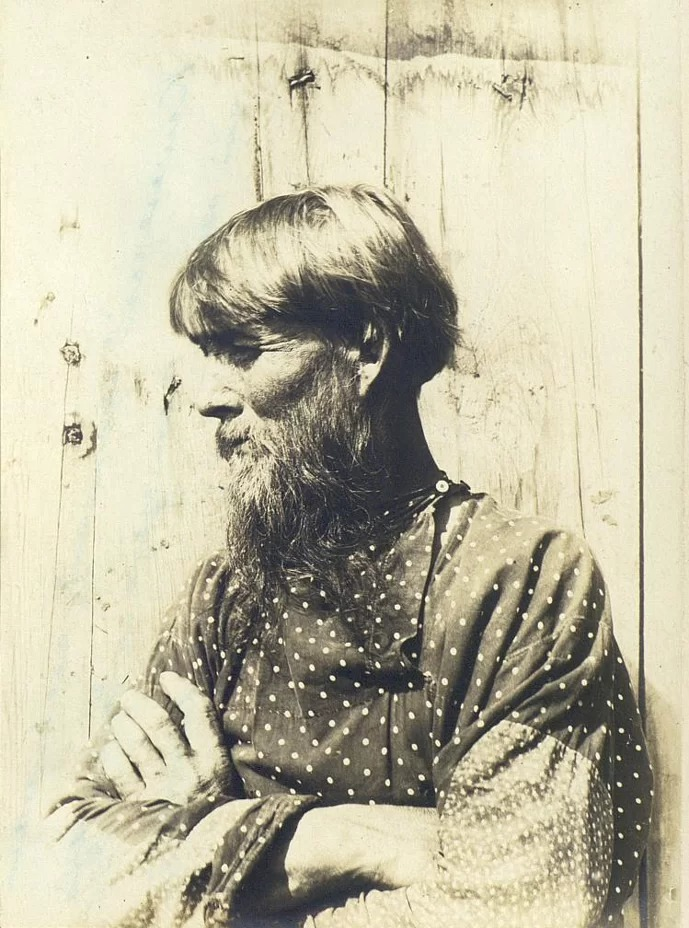
Портрет чоловіка у Видлиці
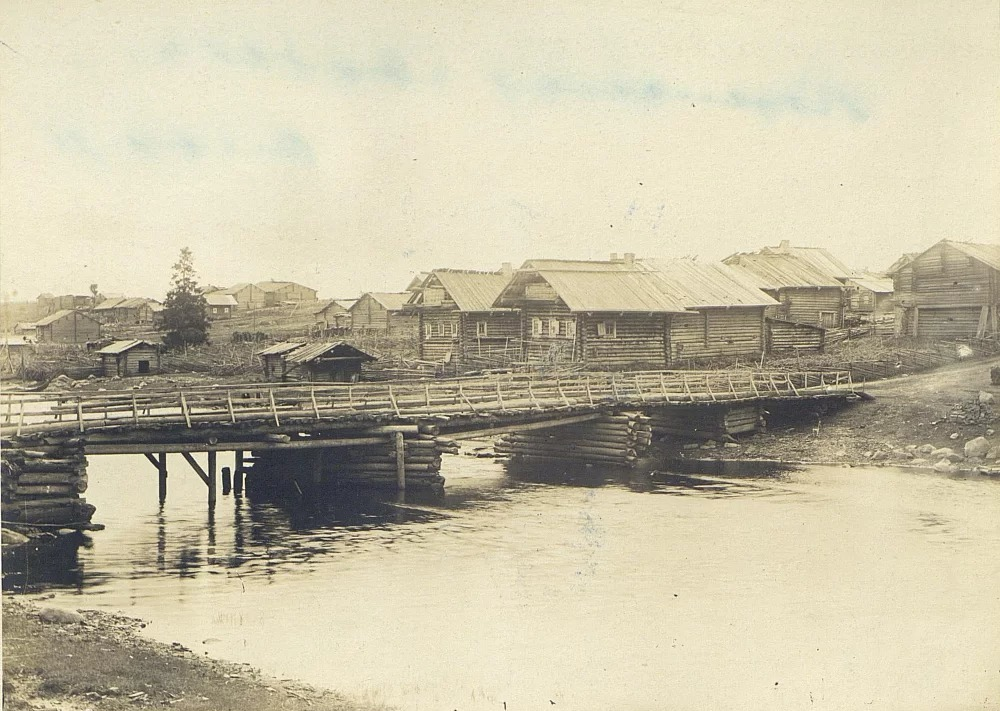
Карельське село Тулмозеро (нині Колатсельга)
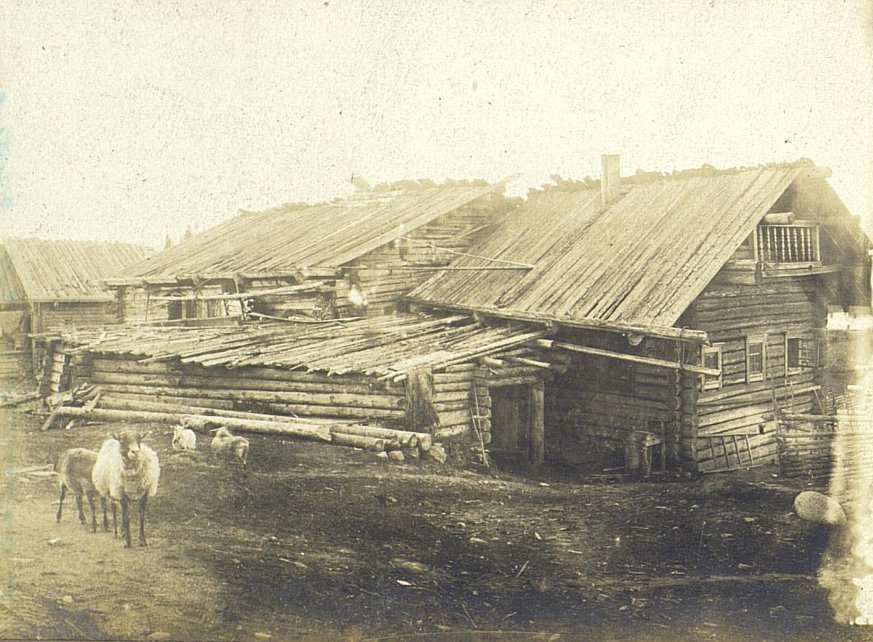
Будинок у Тулмозеро
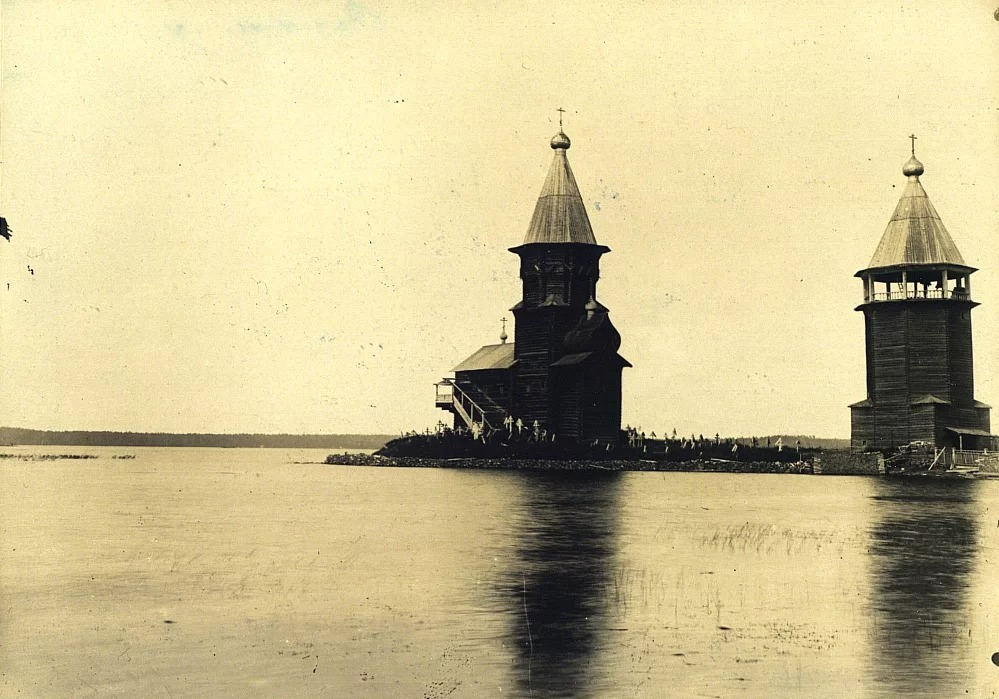
Церква в Кондопозі

### «Пригоди Сеньки»

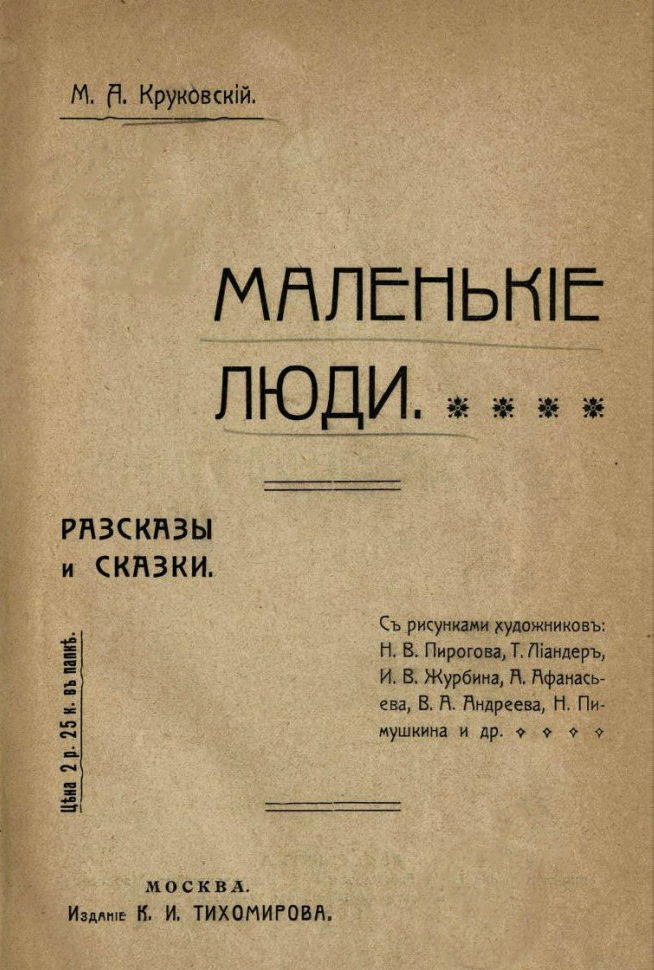
Обкладинка книги « маленькі люди. Розповіді та казки»

Круковський, який побував у творчій поїздці в Олонецькому краї, в 1908 році написав на основі своїх вражень низку оповідань і казок під загальним заголовком:
- М. А. Круковский. Маленькие люди. Рассказы и сказки. — Москва : К. И. Тихомиров, 1908. — 375 с.

Одне з оповідань збірки — «Пригоди Сеньки» — описує історію селянського хлопчика, проданого батьком за 5 рублів в Санкт-Петербург на служіння або «в навчання» дрібним торговцям. Круковський називав цей селянський звичай "нерозумним"і «безсердечним». На думку сучасників, письменник «був не зовсім правий», так як «саме потреба змушувала селянина прийняти непросте рішення». Таким чином, батькам доводилося годувати менше дітей, а від навченої дитини, яка проживала і заробляла «на стороні», в майбутньому можна було очікувати грошову допомогу.

Масштаб торгівлі дітьми в кінці XIX століття, згідно з оцінкою сучасників, набував соціально-значимого характеру, а Круковський визначав її розміри як «величезні». Він малював гнітючу картину, що спостерігалася при появі скупника ранньою весною:
|  | Стогін, крики, плач, іноді — лайка чути тоді на вулицях безмовних сіл, матері з боєм віддають своїх синів, діти не хочуть їхати на невідому чужину. |

### «Південний Урал»

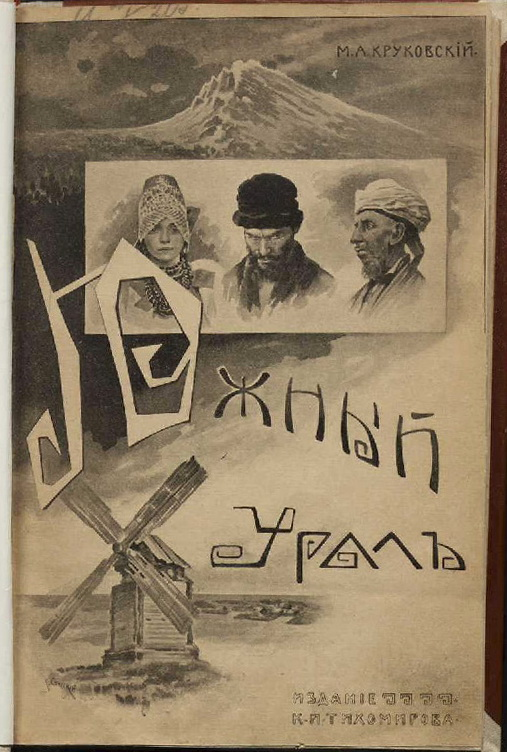
Обкладинка книги « Південний Урал. Подорожні нариси»

Після успіху публікації подорожніх нотаток по Олонецькому краю Круковський зробив в 1908 році подорож по Південному Уралу, під час якої вів подорожній щоденник і робив фотографії. Заздалегідь було відомо, що замітки будуть опубліковані окремою книгою, і дійсно, рік по тому вийшли його щоденники з фотоілюстраціями. В результаті другої поїздки вийшла друком ще одна велика монографія:
- М. А. Круковский. Южный Урал. Путевые очерки / К. И. Тихомиров. — Москва, 1909. — 311 с.

Вона має багатий ілюстративний матеріал, включаючи 140 фотографій, зроблених Круковським під час експедиції. Книга містить літературні та етнографічні замітки про сплав по річці Білій, про башкир, про роботу металургійних заводів і заводчан, географічні описи гір, печер і степів великого краю. Зміст книги складається з 7 частин: I. Південний Урал; II. По річці Білій; III. У башкирів; IV. На заводах; V. В горах; VI. У печерах; VII. По степах.
Значна частка фотографій башкир зроблена на території Салаватського району в Ях'ї, Ішимбаї, Миндишево. Результатом його поїздки стали значущі для салаватців фотографії, на яких зображені жителі цих сіл в національних костюмах, старовинні знаряддя праці, різні споруди, вулиці і багато іншого. За фотографіями можна було відновити історію краю і кир-кудейського роду башкирського народу. У 1911 році від Круковського в Музей надійшло велике зібрання фотографій (382 фотовідпечатка) по Південному Уралу, де було представлено все етнічне розмаїття цього регіону (колл. № 1919).
Журнал "Землеведение"у 1909 році дав "Південному Уралу " позитивну оцінку.

#### Опис

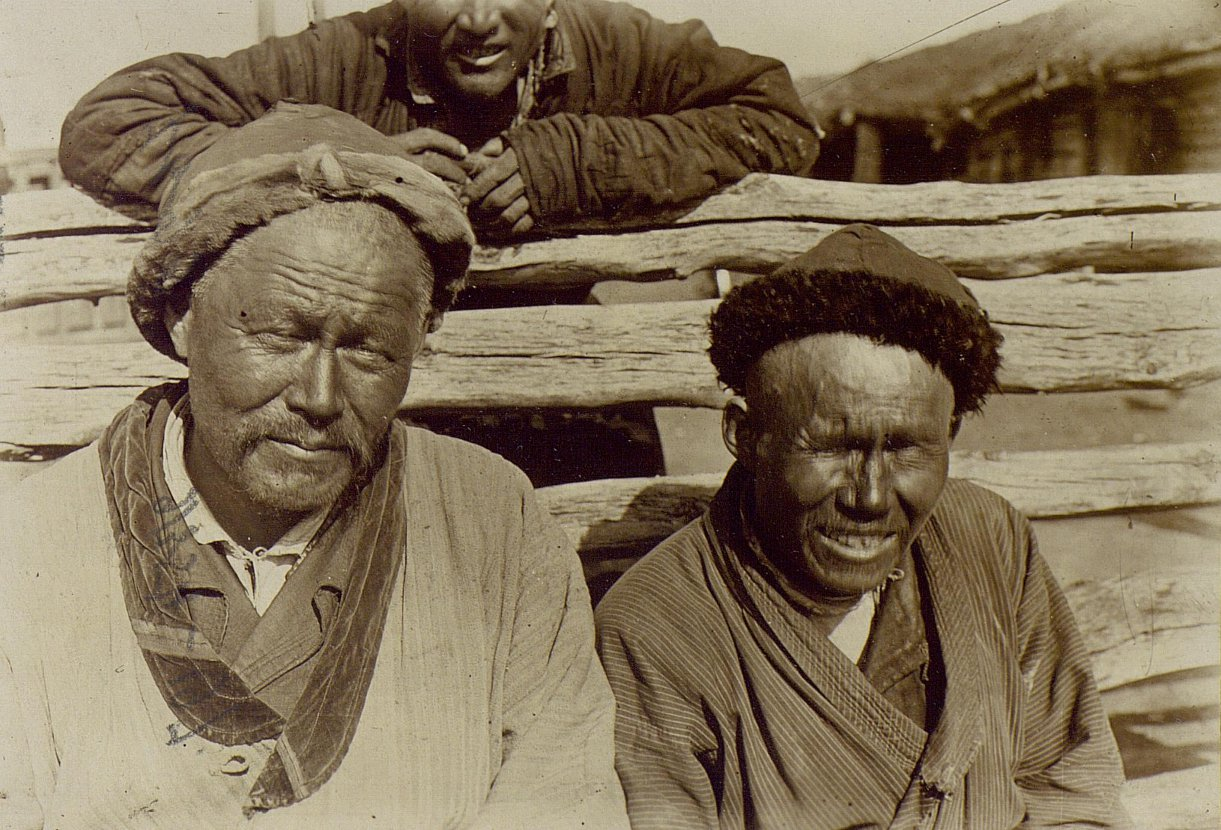
Фото киргиз-кайсаків

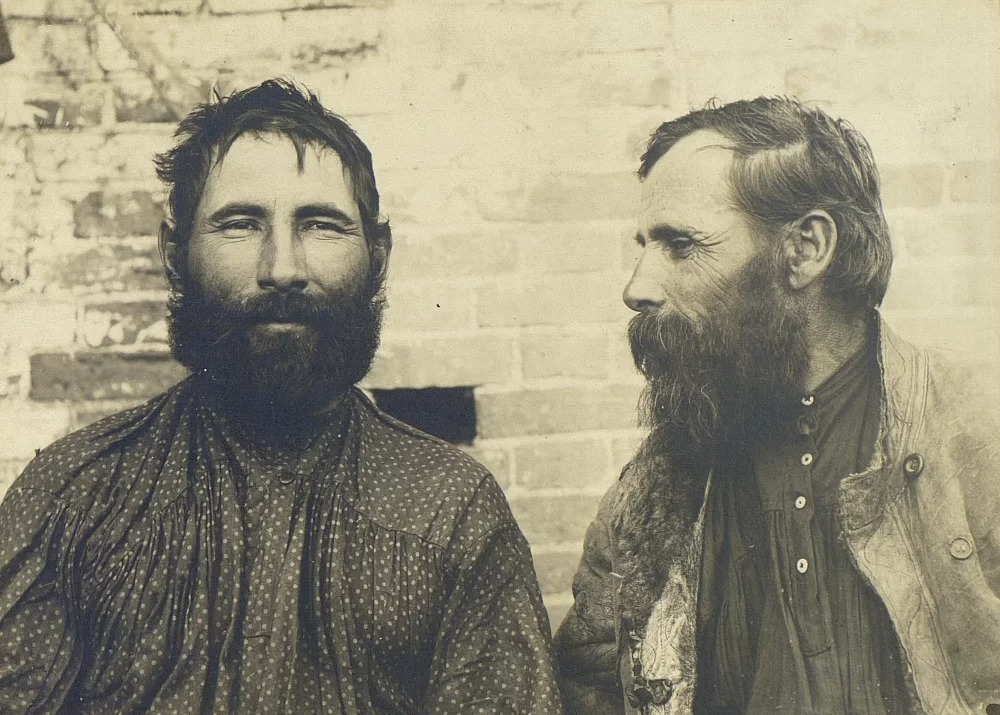
Фото нагайбаків

Основним інтересом Михайла Круковського на Південному Уралі була етнографія. Він писав, що «наскільки різні кліматичні пояси, настільки різноманітні народи, що населяють Урал». Увага автора була спрямована на контрасти культур; подорожуючи по Південному Уралу, він відзначав « око мандрівника відпочиває на русі етнографічних фарб і костюмів». Круковський описував башкир, мещеряків, росіян, нагайбаків та киргиз-кайсаків.
У поїздках він називав себе етнографом і писав, що найбільш «живучою» рисою народу є «художній смак, який проявляється в ньому незважаючи ні на які кліматичні зміни». За спостереженнями Круковського, башкири «зберегли старовинний калябаш і візерунки», а російські козаки «досі наполегливо тримаються за свою старовинну великоруську будівлю». Перш за все він вирішив «побувати у степових башкирів», яким приділив чимало місця в своєму щоденнику. У подорожніх нотатках башкири представлені як борці за свої традиції і цінності. Круковський порівнював цей народ з татарами, мещеряками, черемисами і різними фінно-угорськими народами, називаючи їх «похмурими і малорухомими», а башкирів — «безтурботними, веселими, навіть легковажними».
До одних народів Круковський приїжджав згідно з планом, до інших потрапляв випадково, а іноді робив несподівані для себе етнографічні відкриття. Проїжджаючи повз станицю Ключевську Троїцького повіту, він зацікавився, що за народ живе в цих місцях і почав розпитувати самих місцевих жителів. В результаті з'ясувалося, що назва народу — нагайбаки, чому Круковський дуже здивувався. Мандрівник відзначив багаті прикраси на нагайбакських жінках, але в той же час «страшні злидні» і пияцтво в селі. Після нетривалого перебування в станиці він «їхав з таким важким почуттям, якого ніколи не відчував у своїх поневіряннях по Росії». Круковський — перший мандрівник, який охарактеризував північну групу нагайбаків Троїцького повіту.

По дорозі в Троїцьк Круковський проїжджав селища російських козаків, в яких, за його спостереженням, було «негосподарсько і нудно». Він досадував на те, що землю, на якій раніше кочували башкири, віддали у володіння козакам, і землю цю ті «не можуть розробити і наполовину». Ймовірно, симпатія Круковського до кочівників виходила з його особистої переваги вільному життю. Серед росіян на Південному Уралі зустрічалися і селяни, програні в карти. Круковський наводив такий випадок, коли йому зустрівся старий-селянин і той розповів, як його пан в Санкт-Петербурзі програв в карти — за програш розплачувалися мужиками. Всіх програних разом з дружинами, дітьми і худобою відправили за тисячу верст на Урал. Прибулі сюди люди отримували землі, розорювали їх, освоювалися на новому місці.

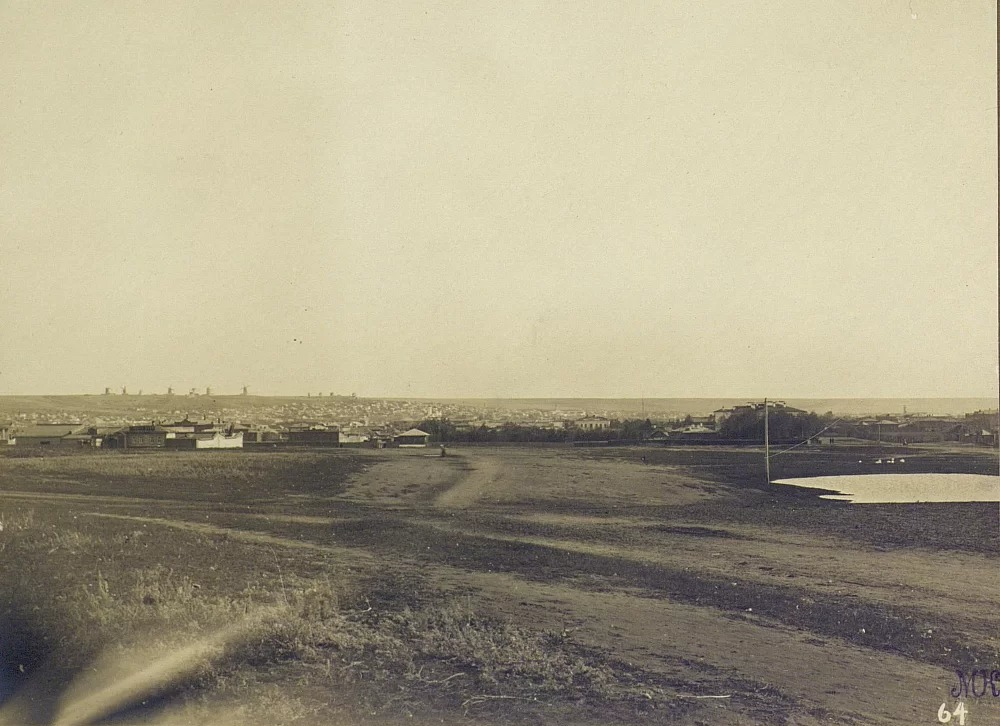
Вид на місто Троїцьк
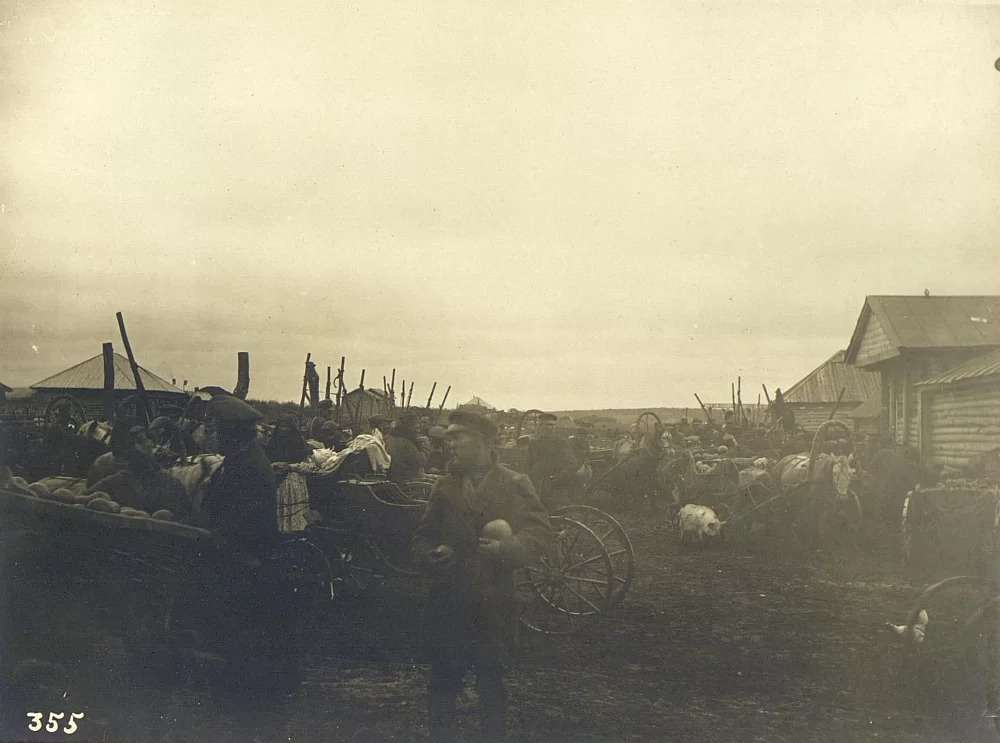
Базар в Троїцьку
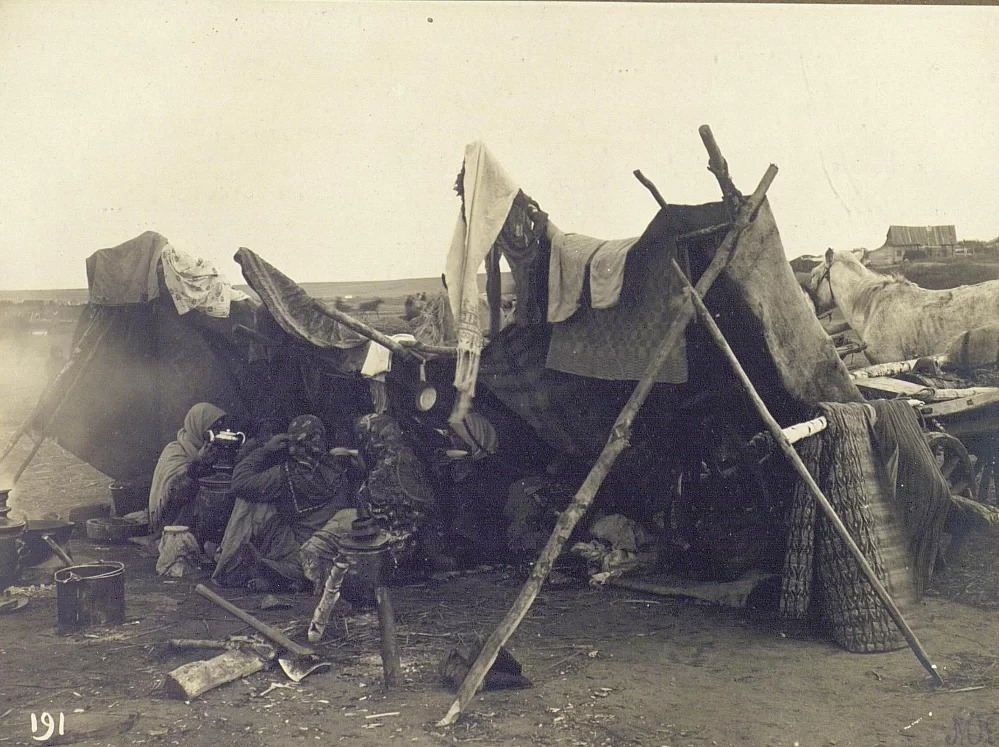
Башкири на базарі в Троїцьку
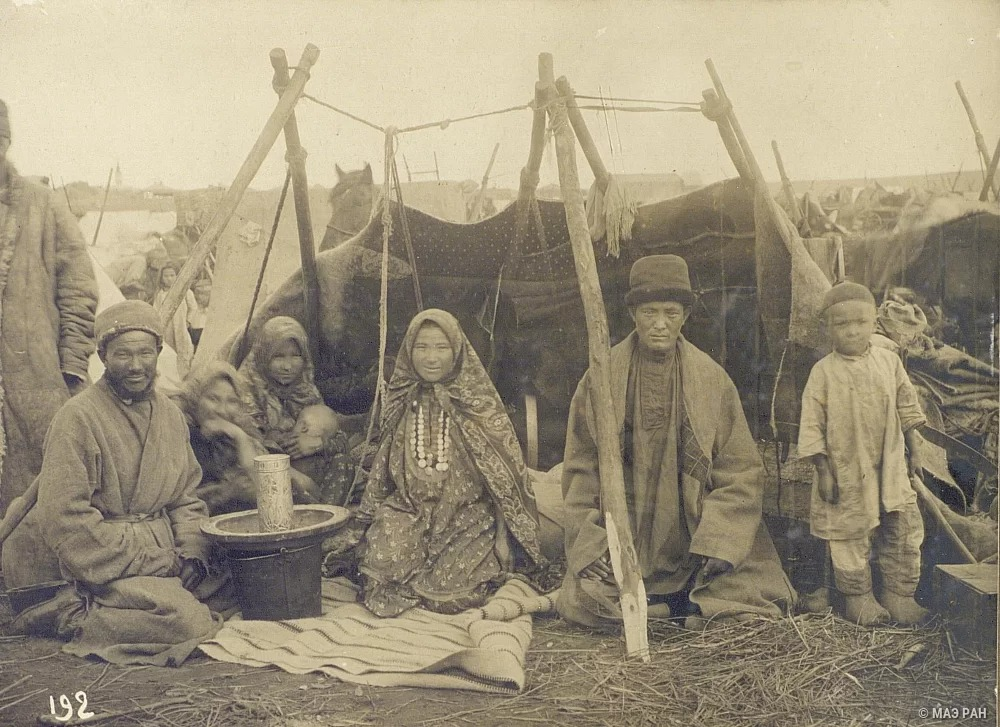
Башкири на базарі в Троїцьку
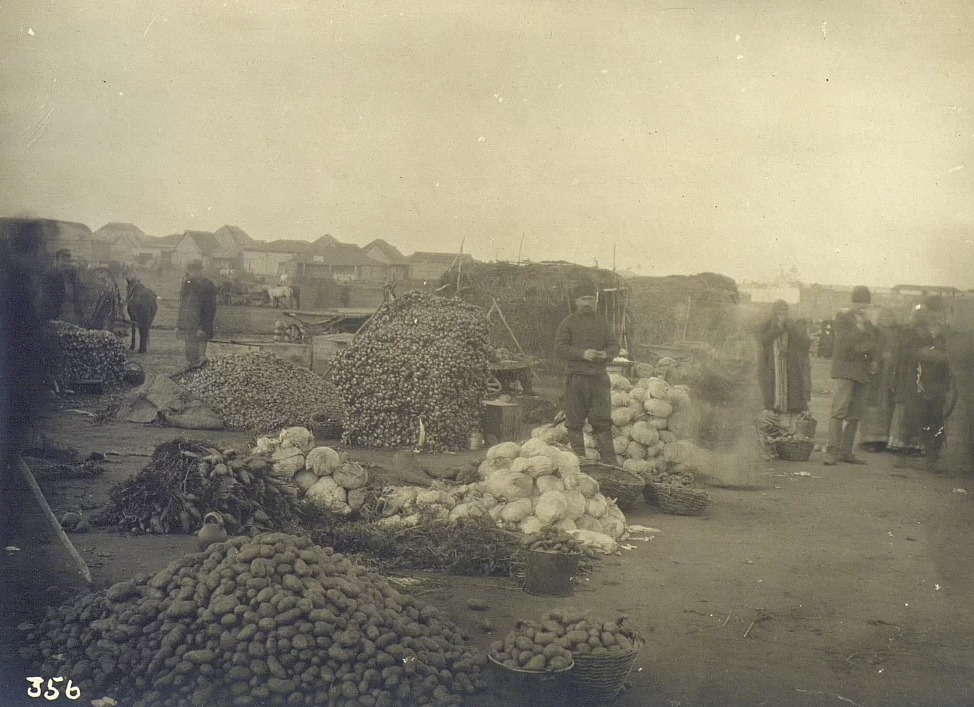
Овочевий ряд на базарі в Троїцьку
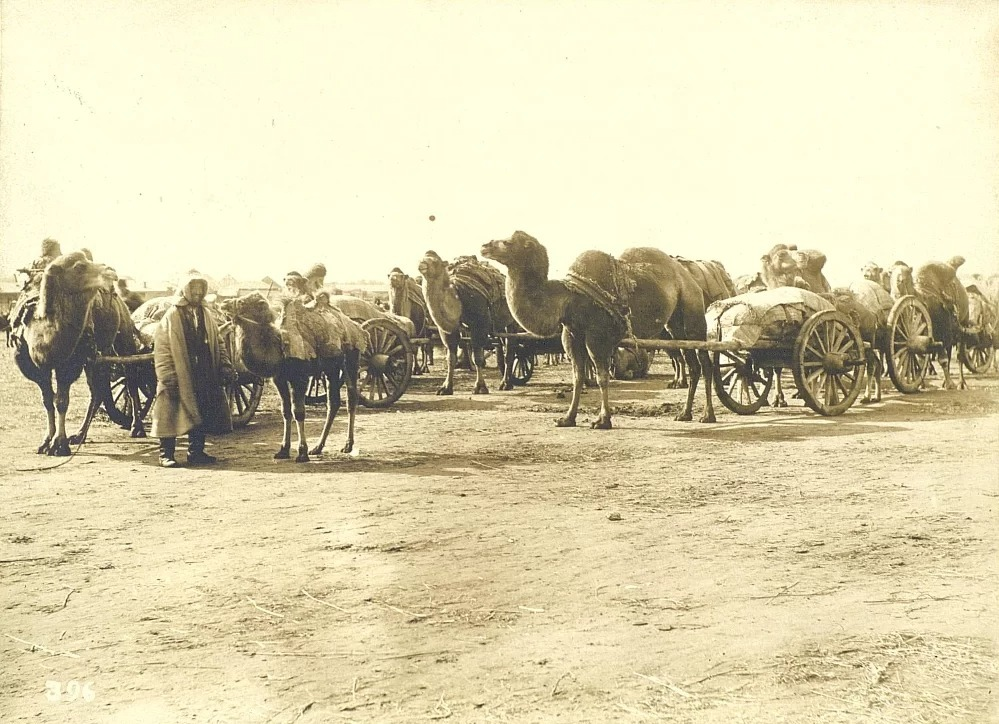
Верблюди на базарі Троїцька

Михайло Антонович відвідав кілька південноуральських заводів, в тому числі Катав-Іванівський, Усть-Катавський, Міаський і Кочкарский, де зробив нотатки про місцевих робітників. У рудничному селищі неподалік від Златоусту бадьорий до того тон щоденника змінився на пригнічений:
|  | Тут рідко чується безтурботна пісня чи веселий сміх. Тільки в неділю почуєш і пісні, і скрип гарної гармоніки. Якщо вдивитися глибше, можна помітити, що веселощі штучні, рвучкі, і проявляється лише для того, щоб забути, заглушити каторгу повсякденного життя. |

#### Ілюстрування
Подорож супроводжувалося фотозйомкою, яка надавала спостереженнями особливу реалістичність. Круковський знімав види міст, сіл, ландшафту Південного Уралу, а також жителів краю. Правда, іноді фотоапарат опинявся на заваді в діалозі з місцевими жителями. З труднощами фотозйомки Круковський зіткнувся в башкирських поселеннях:
|  | Башкири не хотіли зніматись і ставилися до моїх спроб недовірливо. Навіть вороже. Коли я виходив на вулицю, все село ховалося в хатах, боячись потрапити в апарат. Тільки в щілинах дверей і у вікнах видно було вкрай цікаві, жадібні погляди. |

Башкири часто відмовлялися від зйомок, пояснюючи це забороною на відтворення зображень правовірних в ісламі. Однак незабаром Круковському вдалося отримати у уфимського муфтія дозвіл на зйомку «в наукових цілях», яка дала йому можливість знімати не тільки місцевих чоловіків а й жінок.

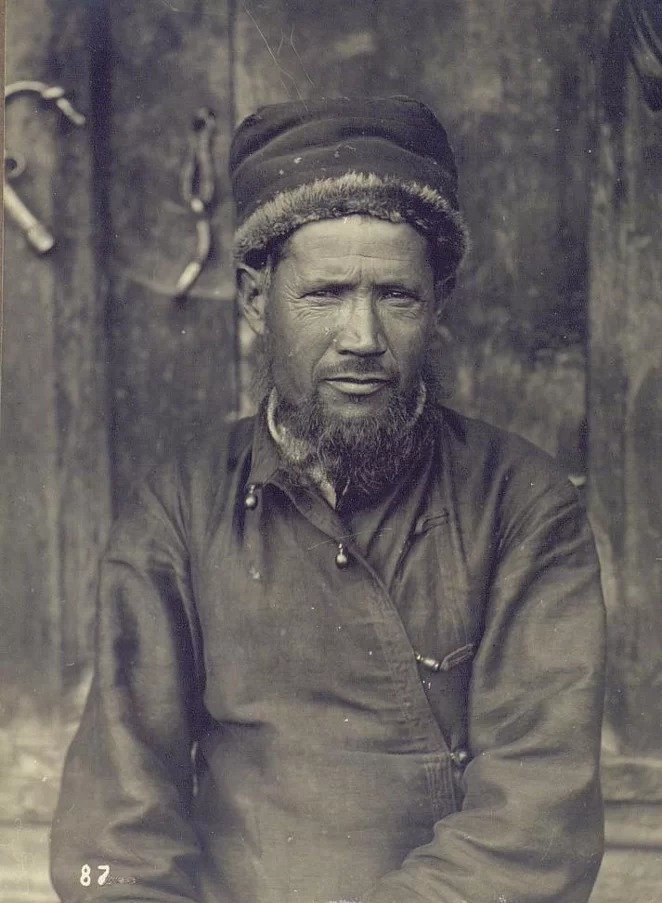
Башкир з Миндишево
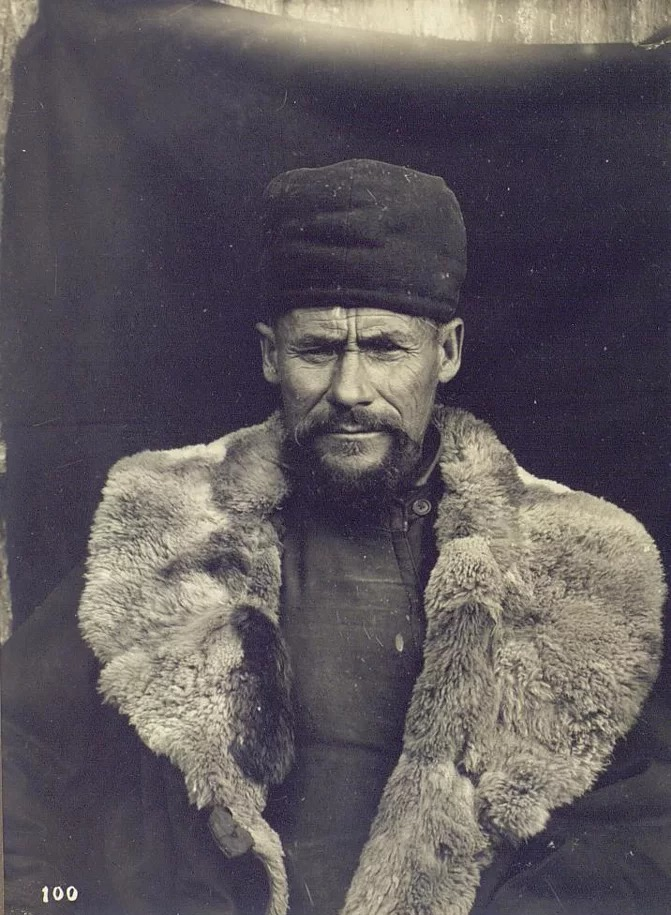
Башкир з Кара-Якупово у зимовому костюмі
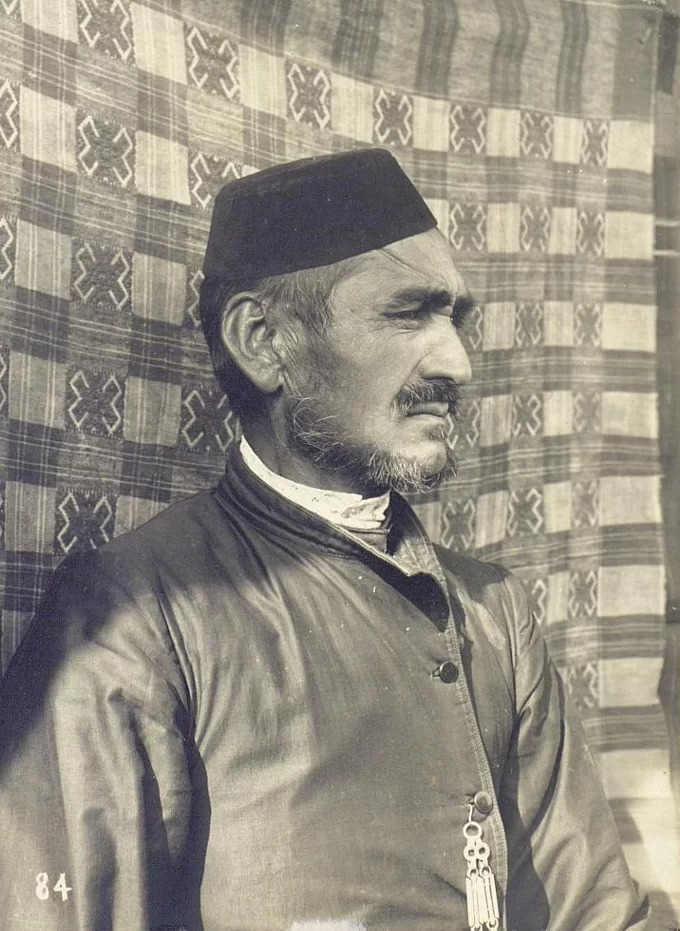
Портрет багатого башкира з Оренбурзької губернії
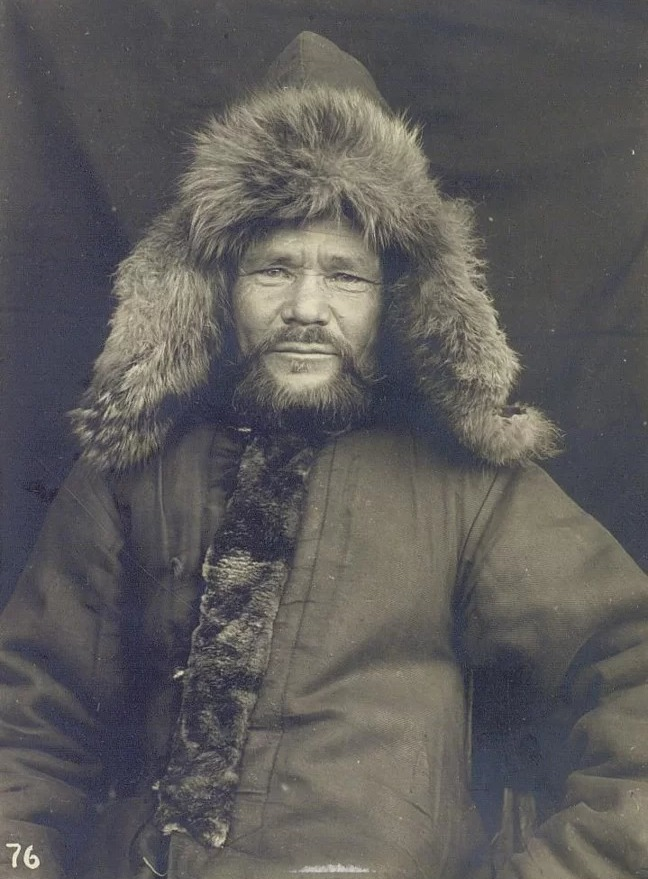
Башкир в зимовому костюмі
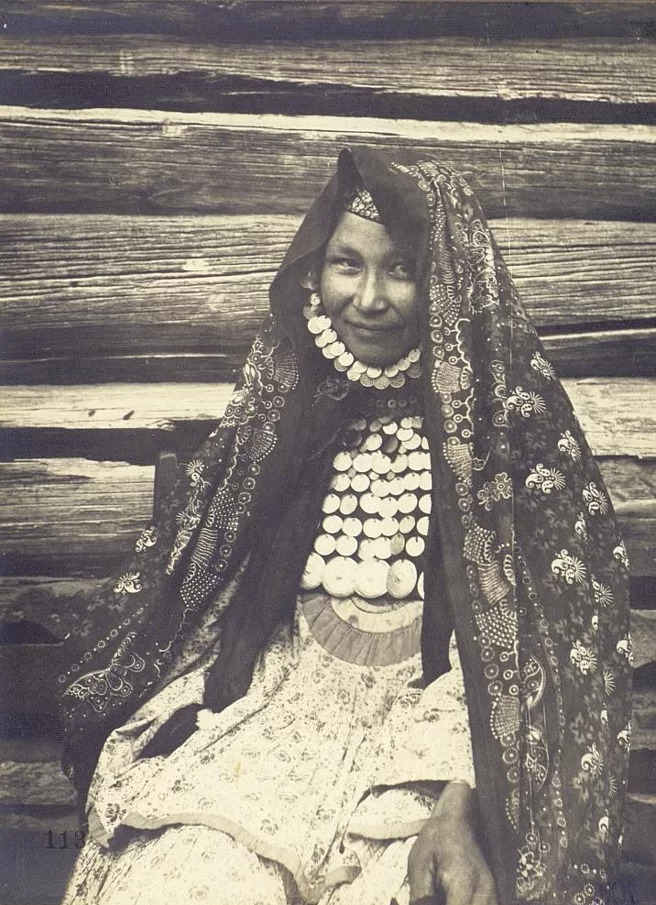
Портрет жінки в традиційному уборі
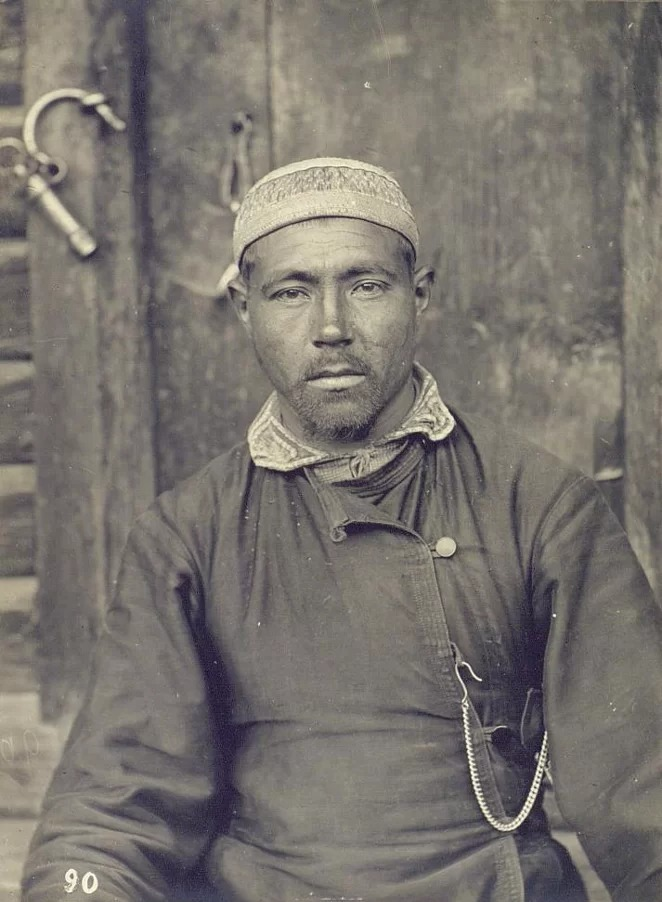
Башкир з Миндишево

Якщо спроби фотографувати башкирів обернулися труднощами, то нагайбаки набагато охочіше погоджувалися на зйомку. Вважається, що їх фотографії вийшли кращими серед знімків інших народів, незважаючи на те що Круковський провів в башкирських селах місяць, а у нагайбаков був проїздом лише кілька днів.

У подорожніх нотатках Михайло Антонович відзначав складності так званої «екстремальної фотозйомки». Так, кілька днів він подорожував через гори Таганай. Не виключено, що мотивом поїздки було бажання зробити ефектні фотографії. Його подорож завершилася неприємністю: по дорозі в Оренбург вивернувся кінний візок і його фотоапарат розбився. Прибуття в місто його не обрадувало. Останній пункт своєї поїздки він описав скупо:
|  | Життя Оренбурга нудне і одноманітне. Це глушина. Під потоками осіннього дощу немислимо було робити якісь спостереження, і я поспішив сісти на поїзд і попрощатися з Уралом. |

Мотивом подорожі Михайла Круковського була не тільки тяга до пізнання нових просторів і етнографічних культур, а й бажання, щоб його спостереження були прочитані і побачені. У подорожі Круковського фотозйомка стала не просто додатковою можливістю вивчення краю, а способом спостереження і передачі вражень. Поломка фотоапарата спричинила за собою втрату інтересу до подорожі; дослідник гостро відчув втому і вирішив повернутися раніше терміну. Круковський залишив після своєї поїздки цінні етнографічні спостереження і свідоцтва про південноуральські народи, а також сотні важливих для науки фотографій.

### Список опублікованих творів
Згідно з довідкою, виданою Бібліотекою ім. В. І. Леніна, перу Михайла Антоновича Круковського належать 24 назви виданих і перевиданих книг. Значну їх частину представляють дитячі повісті та оповідання — книги про бідних дітей, дітей праці, дітей у боротьбі з природою.
З листа Михайла Антоновича Круковського до Кунсткамери від 10 лютого 1914 року відомо, що письменник вже 25 років подорожує по Росії і ним складено близько 50 книг. Таким чином, виходить, що половина його робіт досі не опублікована.
- М. А. Круковский. Антон сирота. [перевод] / Т. Ф. Кузин. — СПб. : журнал «Товарищ», 1895 [обл. 1896]. — 91 с.[43]
- Сенкевич Генрік. Письма из Африки. [текст]; пер. с пол. М. Круковский / П. П. Сойкин. — СПб., 1895. — 269 с.[44]
- М. А. Круковский. Вор. Ахмет / П. Ф. Кузин. — СПб., 1895. — 32 с.[45]
- М. А. Круковский. Доброе семя. Сборник стихотворений для школьного возраста / О. Н. Попова. — СПб., 1898. — 86 с.[46]
- Косякевич, Винцент. В бегах. Рассказ; пер. с пол. М. Круковский / П. Ф. Кузин. — СПб., 1901. — 32 с.
- М. А. Круковский. Вор. Ахмет / Т. Ф. Кузин. — СПб., 1901. — 32 с.[47]
- М. А. Круковский. Жизнь в природе. Биологические очерки для детей старшего возраста. По Брэму, Маршалю и др. — СПб. : журнал «Товарищ», 1903. — 290 с.[48]
- М. А. Круковский. Олонецкий край. Путевые очерки. С 115 рис. худож. Н. Н. Герардова, Ел. Герунг, Д. И. Глущенко и др. по фотогр. авт / И. Д. Сытин. — СПб. : «Петербургский учебный магазин», 1904. — 260 с.[49]
- М. А. Круковский. Мир чудес. Географическая хрестоматия / И. Д. Сытин. — М., 1905. — 364 с.
- М. А. Круковский. Маленькие люди. Рассказы и сказки. С рис. худож.: Н. В. Пирогова, Т. Лиандер и др / К. И. Тихомиров. — М., 1908. — 375 с.[50]
- М. А. Круковский. На льдине. Рассказ из жизни эстонских рыбаков. — М. : тип. Рус. т-ва печ. и изд. дела, 1909. — 32 с.[51]
- М. А. Круковский. Россия в картинах (альбом). Вып. 1—8 / К. И. Тихомиров. — вып. 1-8. — М. : журнал «Товарищ», 1909. — 311 с.[52]
- М. А. Круковский. Южный Урал. Путевые очерки / К. И. Тихомиров. — М., 1909. — 311 с.[53]
- М. А. Круковский. Беглец. Рассказ (для детей) / К. И. Тихомиров. — М., 1910. — 29 с.[54]
- М. А. Круковский. По горам и долам. Повесть о странствованиях юного гимназиста / М. О. Вольф. — СПб., 1910. — 262 с.
- М. А. Круковский. Родная жизнь. Рассказы по родиноведению. С рис. худож. С. М. Дудина, Н. И. Ткаченко и Н. Н. Герардова / А. Ф. Девриен. — СПб., 1910. — 244 с.[55]
- Мало, Гектор. Без семьи. Повесть. Пер. (в сокр.) с франц. М. А. Круковского. — Изд. 3-е. — М. : тип Вильде, 1913. — 240 с.[56]
- М. А. Круковский. Над святым озером (Далай-Нор) [повесть]. — журнал «Товарищ». — СПб., 1913.[57]
- М. А. Круковский. В тумане. Рассказ (для детей) / К. И. Тихомиров. — Изд. 2-е. — М., 1914. — 9 с.[58]
- М. А. Круковский. Маленький герой. Рассказ. С 4 рис. худ. Н. В. Пирогова / К. И. Тихомиров. — Изд. 2-е. — М., 1914. — 11 с.[59]
- М. А. Круковский. По родному Северу. Рассказы по родиноведению / И. Д. Сытин. — СПб., 1914. — 200 с.[60]
- М. А. Круковский. Приключения Сеньки. Рассказ. С рис. худ. Н. В. Пирогова и И. В. Журбина / К. И. Тихомиров. — Изд. 2-е. — М., 1914. — 18 с.[61]
- М. А. Круковский. Рыжик. Рассказ (для детей) / К. И. Тихомиров. — Изд. 2-е. — СПб., 1914. — 23 с.[62]
- М. А. Круковский. Стриж. Рассказ. С рис. худ. В. А. Андреева / К. И. Тихомиров. — Изд. 2-е. — СПб., 1914. — 16 с.[63]
- М. А. Круковский. Буланко. Рассказ (для детей) / К. И. Тихомиров. — Изд. 2-е. — М., 1915. — 15 с.[64]
- М. А. Круковский. В снегах. Рассказ / К. И. Тихомиров. — Изд. 2-е. — М., 1915. — 22 с.[65]
- М. А. Круковский. Зяблик. Рассказ / К. И. Тихомиров. — Изд. 2-е. — М., 1915. — 72 с.[66]
- М. А. Круковский. Мир чудес. Географическая хрестоматия / И. Д. Сытин. — Изд. 2-е. — М., 1915. — 367 с.[67][68]
- М. А. Круковский. Ружьё. Рассказ / А. Ф. Девриен. — Изд. 2-е. — М., 1915. — 12 с.[55]
- М. А. Круковский. Родная жизнь. Рассказы по родиноведению. С рис. худож. С. М. Дудина, Н. И. Ткаченко и Н. Н. Герардова / А. Ф. Девриен. — Берлин : Изд. 2-е, 1922. — 168 с.[69]

### Оцінка творів
У 1923 році «Об'єднання російських земських і міських діячів в Чехословаччині» висловило про твори Круковського наступне:
|  | Розповіді М. Круковського мають бути зараховані до кращих книг так званої географічної белетристики. Вони завжди мають в основі живу, життєво-правдиву розповідь з дійсності, і на тлі її природно, без натяжок, читач знайомиться з цілою низкою картин російської природи, побутом її населення. |

У своєму аналізі воно також рекомендувало учням 2-4 класів до прочитання книги Михайла Антоновича «По рідній Півночі. Розповіді по родинознавству». Також в рецензії на цю книгу географ Олександр Борзов писав:
|  | Автор розповідає просто, захоплююче та сердечно. Багато оповідань його позитивно художні, слухаються дітьми із захоплюючим інтересом і справляють чудове враження. |

## Сім'я

Родина Круковських. Ташкент, Травень 1928 року

- Перша дружина — Софія Карлівна Круковська[ru](уроджена Буре; 1861, Астрахань — 2 лютого 1943, Ташкент). Педагог, бібліотекарка, письменниця, перекладачка.
- Друга дружина — Ольга Карлівна Лузіна. Співробітниця окружної здравниці[24] (земський лікар)[15][5]. Мала доньку Ніну від першого шлюбу та сина[24].

У Михайла Антоновича були одна дочка і три сини від Софії Карлівни:
- Дочка — Софія Михайлівна Круковська (1896, Санкт-Петербург — 1984, Ташкент). Історик-мистецтвознавець.
- Син — Всеволод Михайлович Круковський (1897, Різдвяний[70] — 21 січня 1940). Службовець НКВС. Мав середню освіту. З 1918 року був членом ВКП (б), працював в органах ВЧК−ОГПУ- НКВС[71][72]. На початку 1930 — х років —начальник інформаційного відділу повноважного представника ОГПУ в Середній Азії, потім начальник 2-го відділу Карлагу НКВС СРСР. 27 грудня 1932 року нагороджений орденом Трудового прапора Узбецької РСР[72]. З 25 грудня 1935 року — майор державної безпеки[72]. Був заарештований 23 квітня 1939 року. Засуджений Військовою колегією Верховного Суду СРСР 19 січня 1940 року за звинуваченням в участі в контрреволюційній, змовницькій військовій організації в системі НКВС СРСР. Розстріляний 21 січня 1940 року, реабілітований 14 грудня 1959 року[70][72]. Був одружений на Кларі Емільївні Арандт-Круковській (7 листопада 1900 — 17 травня 1973, Кропоткін), яка з 20 січня 1937 була лейтенантом державної безпеки[73]. Член ВКП (б) з 1942 року. Потім отримала звання капітана, працюючи в тилу (про це свідчить лист від її сина Георгія, який привітав її з новим званням), працюючи в Ташкент. Після війни жила в Петрозаводську, а потім останні роки свого життя в місті Кропоткіні в родині Вадима Всеволодовича. 28 жовтня 1967 року Клара Емільївна нагороджена орденом Трудового Червоного Прапора. У Всеволода було 4 сини — Георгій (2 вересня 1920, Гур'єв — 18 листопада 1964, Петрозаводськ; кадровий військовий; полковник (1941), капітан/старший лейтенант (1943), майор (1944) артилерія[74]), Ігор (1923, Ташкент — 12 лютого 1944, Великі Ізори; рядовий[75]), Фелікс (1927 — 1 лютого 1950, Краснодар) і Вадим (21 грудня 1936, Оренбург — 11 жовтня 2011, Кропоткін)[11][76].
- Син — Юрій Михайлович Круковський (1901 — 12 вересня 1938). Прозаїк, поет, драматург і нарис[2].
- Син-Лев Михайлович Круковський (1899, Петербург — 1943, Саратов). Закінчив Томський політехнічний інститут за фахом інженера-дорожника і мостовика. За його проектами побудовано кілька невеликих мостів в Узбекистані. Основну частину життя працював викладачем в Ташкентському транспортному інституті, останні роки — в Саратовському автодорожному інституті. Дружина — Ангеліна Аркадіївна. У нього було двоє дітей — Олена (1927, Ташкент — 2014?, там же; викладач хімії в Ташкентському Державному університеті[76]) і Гліб (11 березня 1935 — 18 вересня 1996, Ульяновськ; геолог, спортсмен, альпініст[77][78], кандидат геолого-мінералогічних наук[77])[11].

У Михайла Круковського також була приймачка Ніна (від першого шлюбу Ольги Лузіної).

## Пам'ять

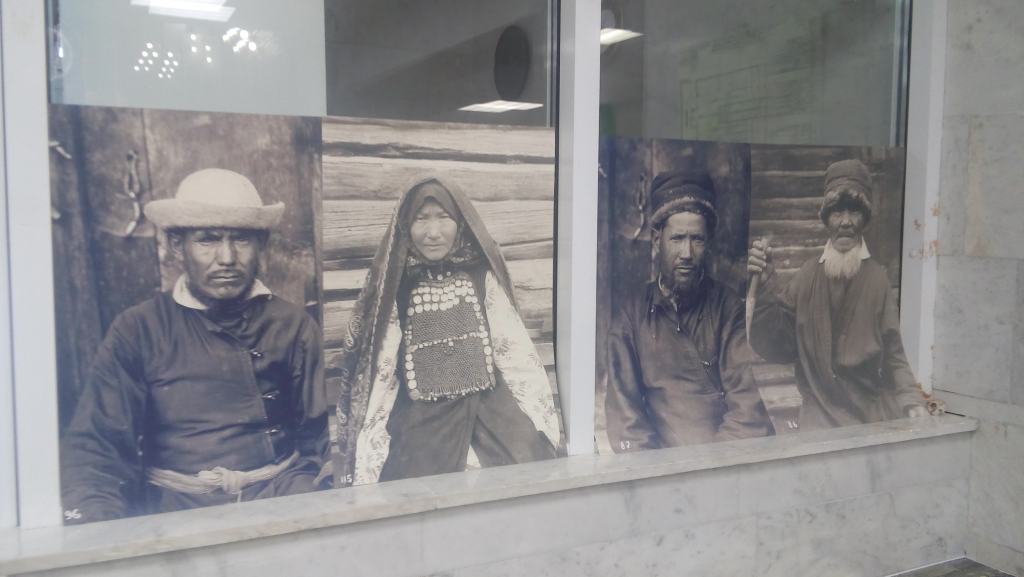
Фотографії М. А. Круковського на виставці в музеї Салавата Юлаєва 31 Січня 2019 року

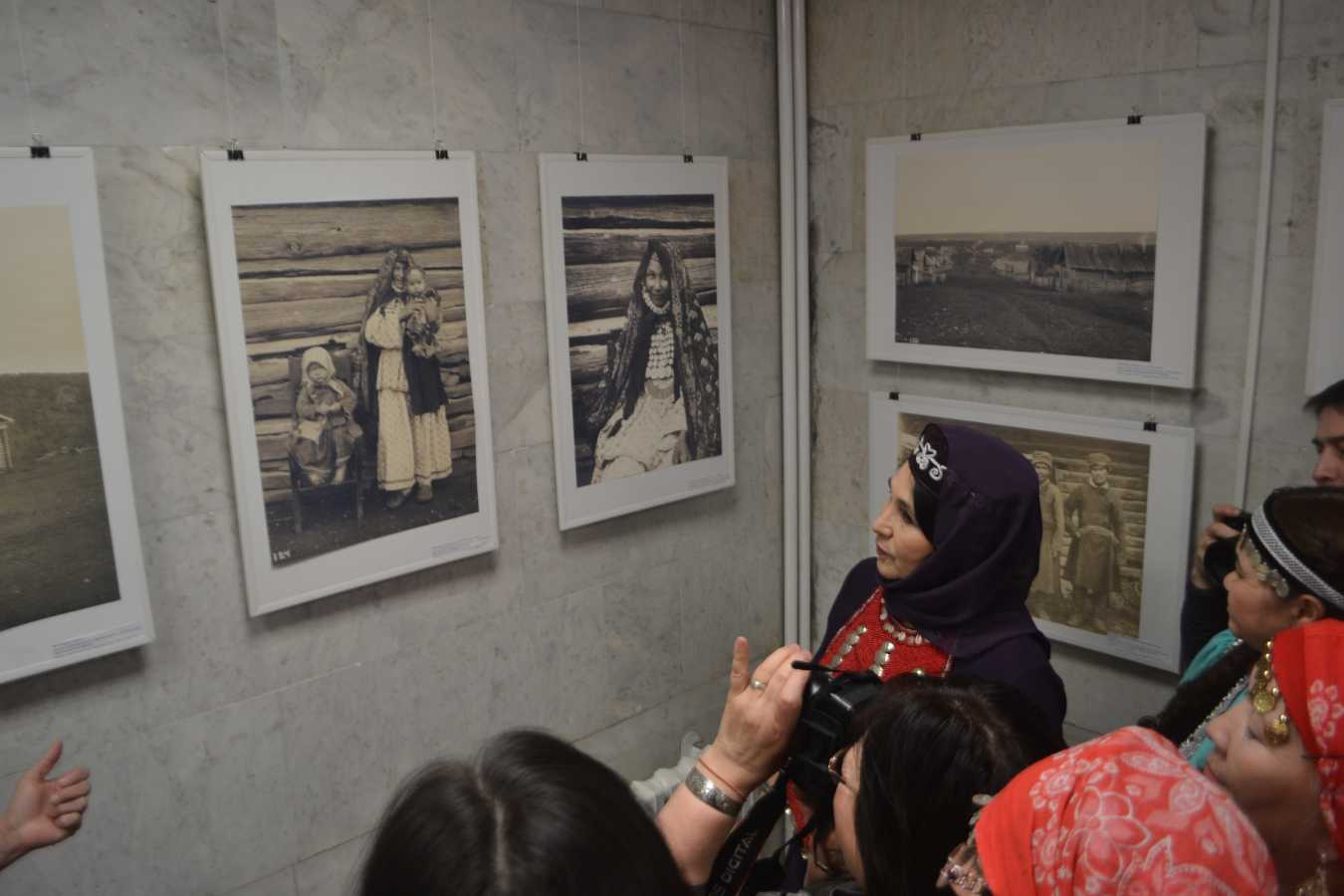
Проведення фотовиставки робіт М. А. Круковського в музеї Салавата Юлаєва 4 лютого 2019 року

- У 2008 році лабораторія аудіовізуальної антропології (ЛАВА) МАЕ РАН слідами Михайла Антоновича Круковського провела експедицію[31]. Був обраний один з районів, де працював письменник в 1899 році — Південна Карелія — і де було зібрано дві колекції: речова (МАЭ, колл. № 504; 106 предметів) і фотоколекція (МАЭ, колл. № 1363; близько 300 фотографій)[79]. Мета експедиції була знайти описані Круковським об'єкти і побачити їх як би з майбутнього. Учасниками експедиції зроблені фотографії та відеозйомка деяких місць, які були відображені в матеріалах експедиції столітньої давності[31]. Експедиція працювала в Республіці Карелія, у місті Олонець, в Олонецкому районі (у сільських поселеннях Верхня і Нижня Видлиця, Гаврилівка, Великі Гори Видлицької волості, в Великій і Малій Сельзі Кітезької волості) з 2 по 17 червня 2008 року. Обстежуваним етносом були карели-ліввіки[79]. Основними матеріалами експедиції стали цифрові фото-, скан-, аудіо-, відеоматеріали, додатковими — предмети (речова колекція). Кількість зібраних матеріалів склала: 2880 файлів відзнятих об'єктів, 142 сканованих фотографії, 181 аудіофайл тривалістю 27,5 годин, 1020 відеофайлів тривалістю 20 годин. Речова колекція включила в себе 40 предметів[80].
- 5 листопада 2008 року в місті Алма-Ата пройшла презентація альбому «Казахська традиційна культура в зборах Кунсткамери». До альбому увійшли 200 зображень другої половини XIX — першої третини XX століття з фотоілюстративного фонду МАЕ РАН. Серед них були фотографії Михайла Круковського[81].
- З 12 по 17 вересня 2017 року в Державному Історичному музеї Південного Уралу проводилася виставка книги Михайла Круковського «Південний Урал. Подорожні нариси»[7].
- 31 січня 2019 року в селі Малояз Республіки Башкортостан пройшов підсумковий захід фестивалю-естафети «Міст дружби», який розпочався з відкриття в музеї Салавата Юлаєва фотовиставки Михайла Антоновича Круковського «Башкири на фотографіях XIX століття». Ця експозиція була представлена громадському огляду вперше[82].
- 4 лютого 2019 року в музеї Салавата Юлаєва відкрилася фотовиставка, присвячена побуту і культурі башкирського роду кир-кудей. Всі фотографії, показані там, експонувалися вперше і були зроблені в 1908 році Круковським на території нинішнього Салаватського району Республіки Башкортостан[83][9].
- 13 листопада 2019 року в Усть-Катавському історико-краєзнавчому музеї, в місті Усть-Катав Челябінської області, відбулося відкриття виставки «Історія кир-кудейського роду у фотографіях етнографа Михайла Круковського», створеної музеєм Салавата Юлаєва. Захід був приурочений до ювілеїв 100-річчя Республіки Башкортостан, 85-річчя Челябінської області та 30-річчя центру татарської і башкирської культури "Дуслик " міста Усть-Катав[84][28]. На виставці були представлені 36 старовинних фотографій Круковського, на яких зображені села Салаватського району-Яхіно (Ях'я), Миндишево, Ишимбаево (Мосабайка) та її мешканців[28].
- 13 лютого 2020 року в Палаці культури міста Миньяр Челябінської області відбувся Міжрегіональний йийин (з'їзд) башкирського роду кудей. До складу делегації Салаватського району також увійшли співробітники музею Салавата Юлаєва. Музей представив учасникам з'їзду виставку фотографій етнографа Михайла Круковського, зроблених в 1908 році. На фотографії зображені представники роду кир-кудей — жителі сіл Ішимбаєво, Міндішево, Ях'я[85].